# Sophia Luwis
Sophia Luwis (2 de agosto de 1997) es una deportista estadounidense que compite en remo. Ganó una medalla de bronce en el Campeonato Mundial de Remo de 2023, en la prueba de scull individual ligero.

## Palmarés internacional
| Campeonato Mundial | Campeonato Mundial | Campeonato Mundial | Campeonato Mundial      |
| Año                | Lugar              | Medalla            | Prueba                  |
| ------------------ | ------------------ | ------------------ | ----------------------- |
| 2023               | Belgrado (Serbia)  | Medalla de bronce  | Scull individual ligero |